# Pascal Bosschaart
Pascal Bosschaart (Rotterdam, 28 februari 1980) is een voormalig Nederlands voetballer die als middenvelder en verdediger speelde. In februari 2025 werd hij interim-trainer bij Feyenoord na het ontslag van Brian Priske.

## Carrière

### Voetballer

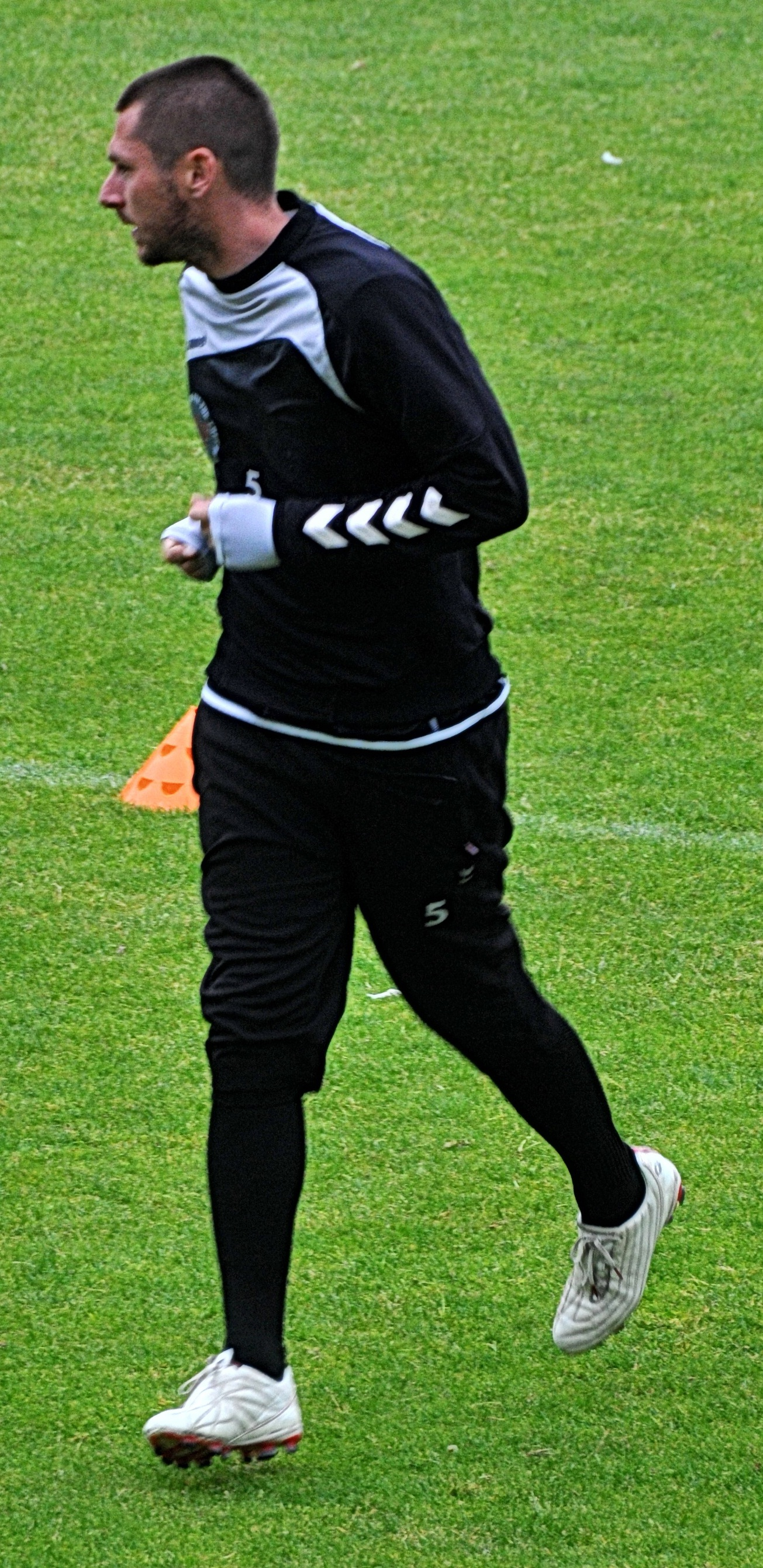
Bosschaart in 2011

#### Jeugd
Tot en met de B1 speelde Bosschaart in de jeugd van Feyenoord. Hierna ging hij naar Sportclub Feyenoord, omdat hij in de net gedegradeerde A2 van de profclub ingedeeld zou worden. Bij de amateurtak van Feyenoord speelde hij ook enkele wedstrijden in het eerste team voor hij door FC Utrecht aangetrokken werd.

#### Utrecht
Bosschaart maakte zijn debuut in de Eredivisie op 5 oktober 1997 namens FC Utrecht. Hij is daarmee de eerste Eredivisie-speler die na 1 januari 1980 geboren werd. Bij FC Utrecht groeide hij al snel uit tot vaste waarde. Hij speelde hier tot en met het seizoen 2003/04. Tot dusver speelde hij 194 wedstrijden voor de club.
In zijn laatste wedstrijd voor FC Utrecht gaf de ploeg hem de kans om alsnog een doelpunt te maken voor de club. Hij mocht een strafschop nemen, maar de doelman stopte deze bal.

#### Feyenoord
In de zomer van 2004 nam Feyenoord Bosschaart over van FC Utrecht. Hier bleef hij twee seizoenen lang een basisspeler.

#### ADO Den Haag
Bosschaart stond onder contract bij ADO Den Haag tussen 31 augustus 2006 en 1 juni 2011.

#### Sydney
Anno 2011 nam Sydney Football Club Bosschaart over van ADO Den Haag. Bij Sydney maakte Bosschaart zijn eerste doelpunt in zijn profcarrière in competitieverband. In een Europese wedstrijd had hij al wel weten te scoren, net als in de KNVB beker. Op 23 oktober 2013 werd zijn contract na blessures voortijdig ontbonden.

#### Amateurs
Om zicht te houden op een contract in het profvoetbal trainde Bosschaart vanaf eind november 2013 mee met Go Ahead Eagles, maar kreeg geen contractaanbod. Hierna speelde hij als amateur bij IJsselmeervogels, waar hij speelde van januari 2014 tot aan het einde van het seizoen 2014/15.
In het seizoen 2015/16 was hij te vinden op de velden van SV Heinenoord, dat op dat moment in de toenmalige Hoofdklasse speelde.

### Voetbaltrainer
Na een jaar bij SV Heinenoord gespeelde te hebben zat de voetbalcarrière van Bosschaart erop. Hij werd toegevoegd aan de technische staf van IJsselmeervogels, waar hij assistent-trainer werd naast hoofdtrainer Sandor van der Heide. IJsselmeervogels werd kampioen van de Derde divisie en promoveerde naar de Tweede divisie. In het seizoen 2017/18 bleef Bosschaart aan als assistent-trainer, maar zag Van der Heide vertrekken naar De Graafschap. Willem Leushuis was zijn vervanger en de club uit Spakenburg werd verdienstelijk negende. Wegens personele problemen speelde Pascal Bosschaart nog in twee competitiewedstrijden mee bij IJsselmeervogels.
Ook in het seizoen 2018/19 zou Bosschaart de rol van assistent-trainer bij IJsselmeervogels bekleden. Dit jaar met Ted Verdonkschot als hoofdtrainer. 
Sinds het seizoen 2021/22 is Bosschaart onderdeel van de technische staf van SC Cambuur, uitkomend in de Eredivisie. Enkele wedstrijden dat seizoen was hij hoofdtrainer, wegens afwezigheid van trainer Henk de Jong. Na de benoeming van Sjors Ultee als hoofdtrainer  werd Bosschaart vanaf 14 november 2022 weer assistent-trainer van Cambuur. Hier bleef hij tot het einde van het seizoen. Op 26 juni 2023 werd bekend dat Bosschaart aan de slag zou gaan als assistent-trainer van Michele Santoni bij FC Dordrecht. Hier werd hij gedetacheerd door Feyenoord. Na een succesvol seizoen bij de Schapekoppen keerde Bosschaart terug naar Feyenoord waar hij de leiding kreeg over het Onder 21-elftal dat hij naar de Tweede Divisie moest begeleiden. Na het ontslag van hoofdtrainer Brian Priske in februari 2025 werd Bosschaart aangesteld als interim hoofdtrainer van de Rotterdammers. Onder zijn leiding plaatste de Rotterdammers zich voor de Laatste 16 in de Champions League door AC Milan te verslaan. Nadien nam Robin van Persie de rol van hoofdtrainer over, waarna Bosschaart terugkeerde bij Onder 21 waarmee hij reeds najaarskampioen was geworden en daarmee een eerste stap had gezet richting de Tweede Divisie.

## Statistieken als profvoetballer
| Seizoen | Club         | Land      | Wedstrijden | Doelpunten | Competitie     |
| ------- | ------------ | --------- | ----------- | ---------- | -------------- |
| 1997/98 | FC Utrecht   | Nederland | 18          | 0          | Eredivisie     |
| 1998/99 | FC Utrecht   | Nederland | 28          | 0          | Eredivisie     |
| 1999/00 | FC Utrecht   | Nederland | 30          | 0          | Eredivisie     |
| 2000/01 | FC Utrecht   | Nederland | 22          | 0          | Eredivisie     |
| 2001/02 | FC Utrecht   | Nederland | 34          | 0          | Eredivisie     |
| 2002/03 | FC Utrecht   | Nederland | 34          | 0          | Eredivisie     |
| 2003/04 | FC Utrecht   | Nederland | 28          | 0          | Eredivisie     |
| 2004/05 | Feyenoord    | Nederland | 23          | 0          | Eredivisie     |
| 2005/06 | Feyenoord    | Nederland | 29          | 0          | Eredivisie     |
| 2006/07 | Feyenoord    | Nederland | 1           | 0          | Eredivisie     |
| 2006/07 | ADO Den Haag | Nederland | 23          | 0          | Eredivisie     |
| 2007/08 | ADO Den Haag | Nederland | 30          | 0          | Eerste divisie |
| 2008/09 | ADO Den Haag | Nederland | 7           | 0          | Eredivisie     |
| 2009/10 | ADO Den Haag | Nederland | 29          | 0          | Eredivisie     |
| 2010/11 | ADO Den Haag | Nederland | 21          | 0          | Eredivisie     |
| 2011/12 | Sydney FC    | Australië | 27          | 0          | A-League       |
| 2012/13 | Sydney FC    | Australië | 6           | 1          | A-League       |
| 2013/14 | Sydney FC    | Australië | 0           | 0          | A-League       |
|         | Totaal       | Totaal    | 394         | 1          |                |

(Bijgewerkt 24 oktober 2013)

## Erelijst
FC Utrecht
- KNVB beker: 2002/03, 2003/04